# Lowther (Neuseeland)
Lowther ist eine kleine, aus wenigen Häusern bestehende Siedlung im Southland District der Southland auf der Südinsel von Neuseeland.

## Namensherkunft
Die Siedlung ist nach dem 913 m hohenLowther Peak benannt, der östlich an die Siedlung angrenzt. Der kleine Berg wurde von dem Landvermesser John Turnbull Thomson nach dem Eigentümer einer Farm in der Nähe, Thomas Lowther Barnhill, benannt.

## Geographie
Die Siedlung befindet sich rund 9 km nördlich von Lumsden zwischen Lumsden im Süden und Parawa im Norden liegend. Durch die Siedlung führt der New Zealand State Highway 6, der die Südlung nach Süden hin mit dem rund 85 km entfernt liegenden Invercargill verbindet. Der wenige Kilometer südlich den State Highway 6 kreuzende State Highway 94 verbindet Lowther mit Te Anau im Nordwesten und Gore im Südosten.
Östlich der Siedlung fließt der Irthing Stream, der südwestlich mit dem Cromel Stream und dem Acton Stream zusammenfließt und weiter südlich in den Ōreti River mündet.

## Geschichte
1725 fand die Schlacht von Waitaramea zwischen den Māori-Stämmen Ngāti Mamoe und Ngāti Tahu unweit des Ortes statt. Eine Gedenktafel erinnert an dieses Ereignis.